# Insurgência na Guiné em 2000–2001
A Insurgência na Guiné em 2000–2001 foi uma insurgência ocorrida na Guiné pelo Reagrupamento das Forças Democráticas da Guiné, um grupo rebelde apoiado pela Libéria e pelo grupo armado serra-leonês Frente Revolucionária Unida. O conflito esteve intimamente ligado à Segunda Guerra Civil da Libéria e à Guerra Civil de Serra Leoa e ocorreu principalmente nas fronteiras da Guiné com a Libéria e a Serra Leoa. Começando em setembro de 2000, alguns dos combates mais intensos ocorreram em torno da cidade de Guéckédou em dezembro, antes que o nível de violência diminuísse em 2001.

## Antecedentes

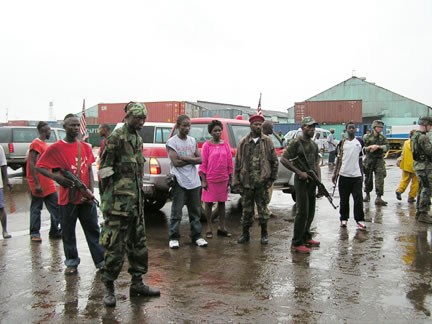
O apoio da Guiné aos rebeldes do LURD (foto) leva a relações tensas com a Libéria.

Em 1999, a Guiné tinha 450.000 refugiados da Primeira Guerra Civil da Libéria e da Guerra Civil de Serra Leoa, o número mais alto na África na época. A maioria desses refugiados vivia perto das fronteiras com Serra Leoa e Libéria. Embora esta região fronteiriça fosse inicialmente pacífica, no final da década de 1990 o grupo rebelde serra-leonês Frente Revolucionária Unida (Revolutionary United Front, RUF) começou a realizar incursões transfronteiriças na Guiné. O início da Segunda Guerra Civil da Libéria em 1999 levou a um influxo de mais refugiados e raides transfronteiriços das forças liberianas.
Durante a Primeira Guerra Civil da Libéria, a Guiné apoiou o governo de Samuel Doe e enviou tropas como parte de uma força da ECOMOG, que entrou em confronto com as forças do líder rebelde Charles Ghankay Taylor. Quando Ghankay Taylor se tornou presidente da Libéria, a Guiné apoiou o grupo rebelde Liberianos Unidos pela Reconciliação e Democracia (Liberians United for Reconciliation and Democracy, LURD), que permitiu lançar ataques à Libéria a partir da Guiné. Com isso, as relações entre os dois países eram tensas.
A Guiné experimentou duas tentativas fracassadas de golpes de Estado em 1996 e 1998. Com o apoio da Libéria e da Frente Revolucionária Unida e alegadas entregas de armas de Burkina Faso, oficiais guineenses que fugiram do país após a tentativa de golpe de 1996 formaram o Reagrupamento das Forças Democráticas da Guiné (em francês:  Rassemblement des Forces Démocratiques de Guinée, RFDG) para derrubar presidente Lansana Conté.

## Insurgência

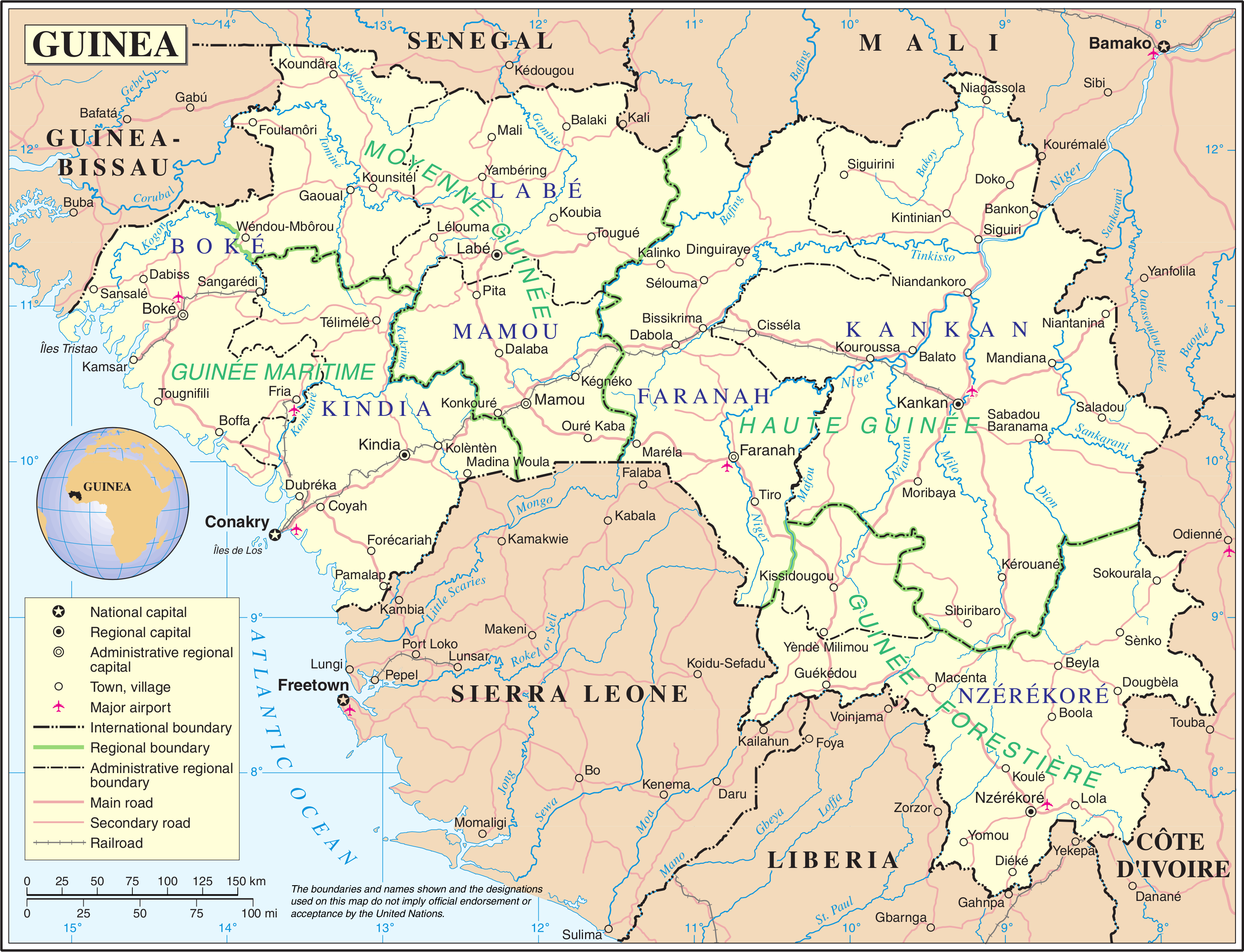
Um mapa da Guiné. Os combates ocorreram principalmente perto das fronteiras com a Libéria e Serra Leoa.

O primeiro ataque aconteceu em 2 de setembro de 2000, em Massadou, na fronteira com a Libéria. Pelo menos 40 pessoas, incluindo civis, foram mortas. Em 4 de setembro, Madina Woula, na fronteira com Serra Leoa, foi atacada, causando a morte de pelo menos 40 pessoas. Em 6 de setembro, a Frente Revolucionária Unida estaria supostamente envolvida na captura temporária de Pamelap, o ataque mais próximo na época à capital, Conakry.
Em resposta aos ataques, em 9 de setembro, o presidente Lansana Conté fez um discurso no qual disse que havia rebeldes entre os refugiados e que os refugiados deveriam voltar para casa. Além do exército guineense, as forças do LURD foram mobilizadas para defender Macenta e Guéckédou. Jovens guineenses das áreas de fronteira foram recrutados para as milícias locais chamadas Jovens Voluntários.
Em 17 de setembro, Macenta foi atacada e o chefe do escritório do ACNUR na cidade foi morto, juntamente com outros civis. Macenta e Forécariah foram atacados várias vezes em setembro. Em outubro e novembro, os combates ocorreram principalmente na região de Languette, uma área perto de Guéckédou que faz fronteira com Serra Leoa e Libéria.
No início da insurgência, era praticamente desconhecido quem estava causando os ataques, mas em meados de outubro o Reagrupamento das Forças Democráticas da Guiné assumiu a responsabilidade. Embora também houvesse relatos de rebeldes chamados Union des Forces pour une Guinée Nouvelle (UFGN) e Union de Forces Démocratique de Guinée (UFDG), estes eram principalmente como parte do Reagrupamento das Forças Democráticas da Guiné.
Em 30 de novembro, os rebeldes tomaram o controle de localidades próximas à cidade de Kissidougou, que conseguiram manter por cerca de uma semana. Os combates também ocorreram nos campos de refugiados ao redor de Kissidougou. Em 6 de dezembro, os combatentes da Frente Revolucionária Unida atacaram Guéckédou do sul e do leste, enquanto as tropas do Reagrupamento das Forças Democráticas da Guiné e da Libéria atacaram pelo oeste. Os combates na cidade duraram semanas e desalojaram 100.000 pessoas. Em 9 de março de 2001, rebeldes atacaram a área de Nongoa no último ataque significativo da insurgência, embora combates isolados tenham sido relatados até 2002.

## Consequências
Os combates afetaram imensamente a grande população de refugiados da Guiné. Os refugiados foram perseguidos, atacados, recrutados à força e deslocados pelo conflito. Além disso, após o assassinato do chefe do escritório do ACNUR em Macenta, as atividades da agência fora de Conakry foram suspensas por meses, deixando os refugiados sem assistência. Os combates também deslocaram muitos guineenses. No entanto, a insurgência não conseguiu se transformar em uma guerra civil que teria causado muito mais danos. Em fevereiro de 2002, uma reunião entre os presidentes da Guiné, Libéria e Serra Leoa em Rabat conduziu a um compromisso com a segurança ao longo das fronteiras dos países e com o repatriamento de refugiados.